# 殷鳳梧
殷鳳梧（？—1739年），中國清朝官員，江蘇金山衛人。生員。
殷鳳梧於乾隆三年（1738年）接替馮紹立擔任臺灣府臺灣縣知縣。翌年，殷鳳梧卒於任。